# Synagoge (Eijsden)

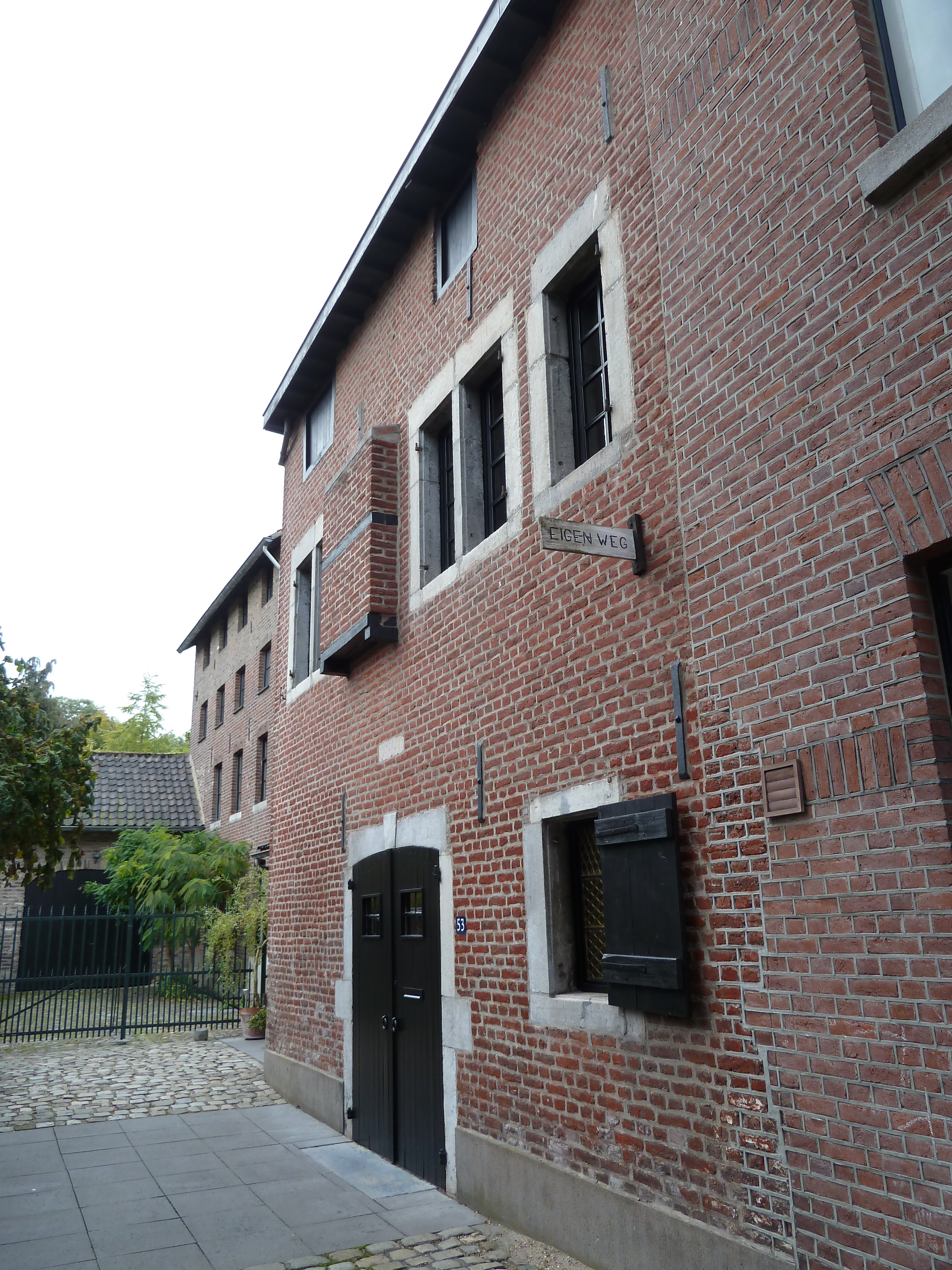
Voormalige synagoge

De synagoge is het voormalige Joodse gebedshuis te Eijsden, gelegen aan Diepstraat 53.

## Geschiedenis
De synagoge werd gebouwd in 1783 in opdracht van Abraham Coopman. In Eijsden ontstond vanaf het begin van de 18e eeuw een bloeiende Joodse gemeenschap. Aangezien Joden in Maastricht werden geweerd, vestigden dezen zich te Eijsden.
In 1935 werd de Joodse gemeente bij die van Maastricht gevoegd en sloot de synagoge te Eijsden. Sindsdien is het gebouw geheel in gebruik als woonhuis.

## Gebouw
Het bakstenen gebouw oogt als een woonhuis. Aan de achterzijde werd op de eerste verdieping een huissynagoge ingericht, waarvan de uitbouw voor de ark (ter opberging van de wetsrollen) nog zichtbaar is.
De synagoge is geklasseerd als rijksmonument onder nummer 15450.
Zie ook
- Joodse begraafplaats (Eijsden)